# Friso Bos
Friso Bos (1975) is een Nederlandse journalist uit Beverwijk. 
Na het atheneum in Schagen studeerde hij Communicatie en Psychologie aan de Universiteit van Amsterdam. Na zijn studie aan de School voor Journalistiek in Utrecht werkte Bos een aantal jaren als freelancejournalist. Sinds 2006 schrijft hij voor het Noordhollands Dagblad.

## Gifschandaal
In 2024 plaatste de gemeente Beverwijk waarschuwingsborden voor gladheid in het Aagtenpark vanwege opborrelend bruin water. Toen Bos een monster van het water liet onderzoeken bleek het extreem basisch te zijn. Een expert vermoedde dat dit hoogstwaarschijnlijk door staalslak kwam. De gemeente Beverwijk ontkende het probleem en ondernam geen actie. Het onderzoek door Bos en zijn collega's Oscar Spaans en Bart Vuijk leidde tot een serie publicaties over staalslak, milieuverontreiniging en de risico’s daarvan, en de dubieuze rol van de gemeente. Nadat er Tweede Kamervragen over waren gesteld werd door de gemeente Beverwijk een groot milieuonderzoek gestart.

## Erkenning
De publicaties rond ’Gifschandaal in Beverwijk’ werden bekroond met een journalistieke prijs De Tegel 2024 in de categorie Regionaal/lokaal. 

## Varia
Friso Bos is bestuurslid van de sectie Dagblad van de Nederlandse Vereniging van Journalisten. Ook was hij lid van de Raad van Commissarissen van een thuiszorgorganisatie en bestuurslid bij de Beverwijkse Hockey Club.

## Prijs
- De Tegel 2024 [2]